# Krsto Špoljar
Krsto Špoljar (ur. 1 września 1930 w Bjelovarze, zm. 28 listopada 1977 w Zagrzebiu) – chorwacki pisarz. Tworzył wiersze, sztuki teatralne, opowiadania i powieści.

## Życiorys
W czasie studiów w Zagrzebiu założył pisma: Literatura i Galeria, zajmujące się promocją młodej literatury. Zadebiutował jako poeta w 1954 tomikiem Ja, codzienny. Dzieła prozatorskie poświęcił Chorwacji w czasach II wojny światowej, by w latach 60. skupić się na przedstawianiu dylematów młodego pokolenia Chorwatów, dojrzewającego w titowskiej Jugosławii.
W 1973, nakładem wydawnictwa Czytelnik, ukazała się powieść Statek czeka do jutra (fragment Tarasu anioła stróża), zaś w 1983 w Wydawnictwie Łódzkim – Kłopoty z muzą (obie powieści w tłumaczeniu Danuty Ćirlić-Straszyńskiej). W 1960 napisał dramat Straćara male sreće (Lepianka małego szczęścia).
W 1969 za tom opowiadań Obczyzna otrzymał nagrodę im. Vladimira Nazora, przyznawaną za najlepszą książkę roku.
Zmarł po długiej chorobie. Ostatnie dzieło Špoljara – powieść Ślub w Paryżu – ukazała się trzy lata po śmierci autora.

## Twórczość
- 1954: Ja svakidašnji (Ja codzienny)
- 1958: Brod čeka do sutra
- 1960: Mirno podneblje (Spokojne strony)
- 1961: Terasa anđela čuvara (Taras anioła stróża)
- 1963: Gvožđe i lovor (Żelazo i laur)
- 1969: Tuđina (Obczyzna, opowiadania)
- 1971: Vrijeme i paučina: sentimentalni odgoj na hrvatski način (Czas i pajęczyna, wyd. polskie 1987)
- 1971: Hrvatska balada (Ballada chorwacka)
- 1980: Vjenčanje u Parizu (Ślub w Paryżu)